# Elingovská tvrz
První strašnická tvrz (Elingovská) je zaniklé panské sídlo v Praze 10. Nacházela se poblíž později postaveného Bečvářova dvora. Tento dvůr je jediný dochovaný objekt z původní vsi Strašnice a je památkově chráněný.

## Historie
Ves Strašnice je v písemných pramenech poprvé zmíněna roku 1185 a poté roku 1222. Část vsi byla v majetku Vyšehradské kapituly, část pak rozdělena do několika svobodných dvorů: jeden dvůr se nazýval Trčkovský, jiný držel roku 1387 Jindřich Náz, další dvůr s tvrzí měl od roku 1383 v majetku Bartoloměj Štuk, jehož potomci se psali „ze Strašnic“.
Jeden ze strašnických dvorů vlastnil roku 1400 Pešek. Pravděpodobně to byl tento dvůr s tvrzí, který měl roku 1407 v majetku měšťan Jindřich Eling z Vechty. Eling toho roku věnoval poplužní dvůr s tvrzí, poddanské usedlosti a ostatní zdejší majetek své ženě Kateřině. Ta se po jeho smrti znovu provdala za Hlasa z Kamenice, jemuž roku 1416 postoupila své věno včetně tvrze. Hlas padl roku 1424 u Malešova a jeho majetek si rozdělili synové tak, že Ješek obdržel Kamenici a jeho bratři Jindřich, Janek a Václav část vsi Strašnice a tvrz. Roku 1437 jednotlivé dvory zastavovali ke Štukovské tvrzi a o třináct let později prodal Václav tvrz Strašnice s dvorem Janovi z Chrastu. Roku 1454 Jan z Chrastu zemřel a o dědictví po něm a po Kateřině Hlasové se vedl spor, ve kterém bylo právo přiznáno synovi Jana z Chrastu Janovi.
Roku 1483 vlastnil pravděpodobně již celou ves Strašnice Jan z Buštěvsi a na Strašnicích, podepisovaný jako „pravý a spravedlivý dědic zboží strašnického“. Roku 1501 prodal Strašnice Novému Městu pražskému, které si roku 1543 dalo znovu zapsat do svých register: „Strašnice tvrze, dvoru poplužního s poplužím, vsi celé tudíž i dvoruov kmecích s platem“.
Novoměstští začali své zdejší dvory, pozemky a poddanské usedlosti rozprodávat. Roku 1547 jim vše zabavil král Ferdinand I. a toto zabavené zboží o dva roky později postoupil Starému Městu. Roku 1562 byly do zemských desek Starému městu zapsány „tvrz, dvůr poplužní a ves ... Strašnice s dědinami, lukami, rybníky, s pastvami a dvory kmetcími, s platem a se vším příslušenstvím“.
Staroměstští tvrz udržovali. Po skončení třicetileté války roku 1648 však bylo do soupisu válečných škod Starého města zapsáno: „tvrz při dvoru strašnickém .. při tomto nedávném nepřátelském obležení skrze lid nepřátelský k dokonalému zruinírování přivedena. Škoda pak na ní se nacházející ... taxirována jest v summě 3135 fl.“.
Roku 1662 Staré Město pražské koupilo od Jana Hertvíka z Nostic libeňské panství a Strašnice k němu roku 1673 připojilo. V popisu panství z května téhož roku je zmínka o strašnické tvrzi, která byla v té době upravována pro potřeby správy a v novém panském pokoji a v pokoji pro písaře byla v tu dobu zhotovena již dveře, okna a kamna.
Sídlem správy staroměstského panství se stala Libeň a strašnická tvrz časem zanikla.

### Bečvářův dvůr
Tvrz s poplužím koupil Jan Tykač a pozemky rozparceloval. Na jednom z nich byl postaven nový dvůr. Roku 1862 jej získal Tomáš Bečvář, po kterém dvůr dostal jméno.